# The Automatic Motorist
The Automatic Motorist er en amerikansk stumfilm fra 1911 af Walter R. Booth.